# Nintendo DSi
Pour un article plus général, voir Nintendo DS.
Ne doit pas être confondu avec Nintendo 3DS.
Pour les articles homonymes, voir DSI.
La Nintendo DSi (Le i se prononce « Aïe », en anglais eye (/aɪ/), qui signifie « œil », référence aux caméras et aussi à « Je » en anglais) est une console de jeu Nintendo succédant à la Nintendo DS Lite, sortie le 1er novembre 2008 au Japon, en Australie le 2 avril 2009, en Europe le 3 avril 2009, en Amérique du Nord et du Sud le 5 avril 2009, en Chine le 15 décembre 2009 (sous le nom iQue DSi) et en Corée du Sud le 15 avril 2010.
Deux caméras sont disponibles, un lecteur de cartes SD, un navigateur web Opera intégré et un lecteur audio supportant uniquement le format AAC. Les photos prises pourront alors être modifiées à l'aide de l'écran tactile et être sauvegardées sur une carte SD.
La DSi possède aussi une mémoire interne, afin de télécharger divers programmes appelés Nintendo DSiWare via la boutique Nintendo DSi à l'aide des Nintendo Points. La boutique Nintendo DSi a été fermée en 2017, ce qui rend inaccessible de nombreux logiciels et services.
Le design de la DSi est très similaire à celui de la DS Lite et les jeux de la DS et de la DS Lite sont compatibles mais plus ceux de la Game Boy Advance. En effet, afin de rendre la console plus fine et plus légère que la DS Lite (la console perd 12 % de sa masse et 2,6 mm d'épaisseur), l'emplacement pour cartouches Game Boy Advance a été supprimé.
Dans un premier temps vendue à 170 € en France, son prix a été ramené à 160 € après la sortie de la DSi XL.

## Nouveautés

### En général
La DSi possède aussi un écran légèrement plus grand que celui de la DS et de la DS Lite, de 3,25 pouces contre 3 pouces pour les générations précédentes de la DS, ce qui consiste en un gain d'environ 8 % de la longueur en diagonale, et un gain d'environ 17 % de zone visuelle par écran.
Le menu principal a été complètement repensé. On constate aussi une forte amélioration du Wi-Fi, notamment grâce à trois connexions standard, et trois nouvelles connexions, qui ne nécessiteront pas le connecteur Wi-Fi USB pour certains cas, mais aussi grâce à une meilleure portée. La DSi est également compatible avec les réseaux WPA et WPA2

### Appareil Photo Nintendo DSi
La Nintendo DSi intègre deux caméras photo d'une résolution de 300 000 pixels (0.3 mp). Le premier est situé sur le dessus de la console et le second sur la charnière de l'écran de la DSi. De plus, il est possible de retoucher la photo grâce à 11 filtres inclus dans le logiciel. Il permet notamment de déformer les photos, de créer un effet « miroir », d'ajouter des éléments à un visage (moustache, sourcils, etc.), de connaître le pourcentage de ressemblance entre deux visages, de créer un « mix » de deux visages, de donner une émotion à un visage, etc. Les photos peuvent ensuite être mises en fond d'écran, servir de modèle dans Flipnote, etc. Depuis la mise à jour du 30 juillet 2010, les utilisateurs peuvent envoyer des photos sur leur compte Facebook.

### Studio Son Nintendo DSi
Le studio son de la Nintendo DSi permet d'écouter la musique au format AAC (uniquement) sur une carte SD et de procéder à des enregistrements audio grâce au microphone intégré. Il comporte également des fonctionnalités pour personnaliser le fichier audio. Par exemple, on peut modifier la vitesse d'écoute (en anglais : Time Streching), ou bien la hauteur de la note sans modifier la vitesse (en anglais : Pitch Shifting). Ces deux options sont combinables pour donner des effets plutôt réussis. On peut également appliquer des filtres (Echo, Instrumental, 8 bit-mode, Radio).

### Boutique Nintendo DSi
La boutique en ligne de la Nintendo DSi est préinstallée sur toutes les consoles Nintendo DSi et DSi XL. La boutique permet de télécharger des programmes ou des jeux DSiWare depuis le Wi-Fi. Les produits de cette gamme peuvent être achetés avec les Nintendo Points. La plupart des applications sont payantes et coûtent 200, 500, 800 ou plus Nintendo Points. Il y a actuellement une application gratuite (au 2 octobre 2022 en Europe) : Transfert Nintendo 3DS. Avant la fermeture de la boutique, le Nintendo DSi Browser, Wii no Ma (uniquement au Japon) et Flipnote Studio étaients téléchargeables gratuitement et il y avait également d'autres jeux et applications qui étaient temporairement gratuites ou disponibles pendant une durée limitée.

### Nintendo DSi Browser
Le Nintendo DSi Browser est un navigateur web gratuit pour Nintendo DSi, permettant d'aller sur internet grâce au Wi-Fi. Les fichiers audio et vidéo ne sont pas pris en charge.

### Pictochat
L'application PictoChat obtient le crayon arc-en-ciel et est compatible avec les anciens modèles.

### Système de Mises à jour
Avec l'arrivée de la DSi, Nintendo introduit des mises à jour de la version du firmware qui modifie plus ou moins le logiciel système de la console en ajoutant ou supprimant des données ou des logiciels.
La Nintendo DSi bénéficie de mises à jour de firmware en ligne. La version actuelle du firmware de la Nintendo DSi : 1.4.5 (ou 1.4.6 pour les consoles chinoises et coréennes) est disponible depuis le 12 décembre 2012.

### Zonage
Nintendo a annoncé que les jeux exclusifs à la DSi sont zonés, contrairement aux jeux DS classiques. (NB: En réalité, pour les cartes DS, les jeux avec le code NTR-....-... ne sont jamais zonées, tandis que les cartes DS/DSi avec le code TWL-....-... peuvent être zonées ou non selon le choix de l'éditeur,, et profitent des fonctions exclusives à la DSi, comme des performances améliorés ou l'appareil photo).

## Ventes
Le 4 novembre 2008, Nintendo annonce que la DSi s'est écoulée à 170 179 exemplaires lors des deux premiers jours de sa commercialisation au Japon. À titre de comparaison, le premier modèle Nintendo DS originale s'était vendue à 117 556 unités pendant les deux premiers jours de sa mise en circulation. Lors de la deuxième semaine d'exploitation la DSi s'est écoulée à 85 327 exemplaires totalisant ainsi 362 149 DSi neuves au Japon.
Le 22 décembre 2008, Nintendo a annoncé qu'il s'est vendu un million d'unités de sa nouvelle console de jeu portable DSi en huit semaines, soit à peu près autant que la DS Lite lors de sa sortie. La DSi a été déclarée en rupture de stock dans les trois jours qui ont suivi sa sortie au Japon.
Début août 2009, il est annoncé que la DSi avait franchi le cap des trois millions d'exemplaires vendus, toujours au Japon. Les ventes ont également été supérieures aux États-Unis par rapport à la DS Lite.
À la fin de sa commercialisation, la DSi s'est vendu à 28,43 millions d'unités, ce qui représente un succès commercial.

## Couleurs et éditions limitées
| Couleur         | Europe                                           | Amériques                                                                | Japon             | Chine            | Corée du Sud  | Australie         |
| --------------- | ------------------------------------------------ | ------------------------------------------------------------------------ | ----------------- | ---------------- | ------------- | ----------------- |
| Noir            | 3 avril 2009                                     | 5 avril 2009                                                             | 1er novembre 2008 | 15 décembre 2009 | 15 avril 2010 | 2 avril 2009      |
| Blanc           | 3 avril 2009                                     | 13 septembre 2009 (seul ou avec 5 jeux DSiWare « Collection Brain Age ») | 1er novembre 2008 | 15 décembre 2009 | 15 avril 2010 | 2 avril 2009      |
| Bleu métallique | 23 octobre 2009                                  | 27 novembre 2009 (avec 5 jeux DSiWare « Collection Mario »)              | 20 mars 2009      |                  |               | 24 septembre 2009 |
| Vert Citron     |                                                  |                                                                          | 20 mars 2009      |                  |               |                   |
| Rose            | 12 février 2010 (avec le jeu La Maison du style) | 13 septembre 2009                                                        | 20 mars 2009      | 8 avril 2010     | 15 avril 2010 | 24 septembre 2009 |
| Bleu clair      | 23 octobre 2009                                  | 5 avril 2009                                                             |                   | 8 avril 2010     | 15 avril 2010 |                   |
| Rouge           | 23 octobre 2009                                  |                                                                          | 11 juillet 2009   |                  |               |                   |
| Vert foncé      |                                                  | 26 novembre 2010 (avec le jeu Mario Party DS)                            |                   |                  |               |                   |
| Orange          |                                                  | 26 novembre 2010 (avec le jeu Mario Party DS)                            |                   |                  |               |                   |
| Bleu mat        |                                                  | 1er août 2012                                                            |                   |                  |               |                   |
| Rouge mat       |                                                  | 1er août 2012                                                            |                   |                  |               |                   |

| Couleur                                                                                 | Europe      | Amériques   | Japon             | Corée du Sud  |
| --------------------------------------------------------------------------------------- | ----------- | ----------- | ----------------- | ------------- |
| Blanc (avec le jeu Final Fantasy Crystal Chronicles: Echoes of Time)                    |             |             | 29 janvier 2009   |               |
| Blanc (avec le jeu Ace Attorney Investigations: Miles Edgeworth)                        |             |             | 28 mai 2009       |               |
| Noir (avec le jeu Kingdom Hearts: 358/2 Days)                                           |             |             | 30 mai 2009       |               |
| Noir (avec le jeu SaGa 2 Hihou Densetsu: Goddess of Destiny)                            |             |             | 17 septembre 2009 |               |
| Rouge - MapleStory DS                                                                   |             |             |                   | 15 avril 2010 |
| Rouge - édition 25e anniversaire de Mario (vendu uniquement dans les magasins 7-Eleven) |             |             | 28 octobre 2010   |               |
| Noir - Pokémon Noire                                                                    | 4 mars 2011 | 6 mars 2011 | 20 novembre 2010  |               |
| Blanc - Pokémon Blanche                                                                 | 4 mars 2011 | 6 mars 2011 | 20 novembre 2010  |               |

## Failles et piratage
Dès l'annonce de la console en octobre 2008, les développeurs et investisseurs craignent une hausse du piratage à cause de la présence du port carte SD.
À la sortie de la console et à la suite des mises à jour, Nintendo a essayé de bloquer les linkers de DS/DS Lite, et tout matériel non autorisé par Nintendo (comme l'Action Replay).
Le 4 novembre 2008, quelques jours après la sortie de la console au Japon, un internaute japonais nommé « Yasu » a réussi à trouver une faille sur l'application « Appareil photo » et y a développé quelques homebrews pour y montrer ses exploits. Mais il ne dévoilera jamais sa méthode de hack ni les détails précis de la faille,,. C'est d'ailleurs cette même application « Appareil Photo » qui aura servi 10 ans plus tard à la faille « Memory Pit ».
En juin 2009, un internaute français a réussi à dessouder la puce MoviNAND (là où le système d'exploitation de la DSi est présent) pour y mettre cette dernière dans une carte SD. Cela aurait permis de faire des sauvegardes du système d'exploitation en état, et donc de par exemple remettre une ancienne version de l'OS si on a déjà fait une mise à jour).
En juillet 2009, la team Twiizers (celle à l'origine du hack de la Wii) a réussi à hacker pour la première fois un jeu avec des fonctionnalités DSi (DSi Enhanced, avec le code TWL-....-... sur la cartouche).
En janvier 2011, une faille sur le jeu DSiWare « Sudoku » de Electronic Arts permettait de lancer des homebrews, cet exploit est appelé « SudokuHAX » et peu après Nintendo et Electronics Arts a retiré ce jeu de la boutique pour corriger la faille.
En juillet 2015, il était possible de downgrader la console vers la version 1.4, en modifiant la puce MoviNAND physiquement pour injecter le firmware de la version 1.4, ce firmware 1.4 peut servir pour utiliser la faille SudokuHAX par exemple.
En 2017, plusieurs failles sont découvertes sur plusieurs jeux DSiWare (Sudoku, Flipnote Studio pour les consoles américaines le 7 novembre 2017, cet exploit est appelé « ugopwn », Fieldrunners, etc.), permettant de faire plusieurs choses, comme lancer des homebrews, installer par la suite un custom firmware, etc.
Le 1er mai 2018, le tout premier custom firmware sort : il est nommé HiyaCFW. Il permet notamment de dé-zoner la console, d'utiliser des linkers bloqués par Nintendo sur l'OS original, etc.
Le 6 juin 2018, la faille Flipnote Lenny est dévoilé, elle concerne toujours Flipnote Studio, mais cette fois ci elle peut être utilisée sur des consoles américaines, européennes et japonaises.
Le 27 mai 2019, un nouvel exploit appelé « Memory Pit » permet à n'importe quelle console (même celles qui n'ont jamais été connectées à internet, ou qui n'ont pas Flipnote Studio d'installé), d'exploiter une faille de l'application « Appareil photo ».

## Nintendo DSi XL
La Nintendo DSi XL (Nintendo DSi LL au Japon) est une console portable de Nintendo annoncée le 29 octobre 2009. Elle est la version agrandie de la Nintendo DSi. Elle est sortie le 21 novembre 2009 au Japon et le 5 mars 2010 en Europe, et en France, le 28 mars 2010 en Amérique du Nord, et le 15 avril 2010 en Australie. Elle n'est jamais sortie en Chine ou en Corée du Sud.

### Caractéristiques
Elle dispose de deux écrans, dont un tactile, de 4,2 pouces contre les 3,25 pouces de ceux de la Nintendo DSi. Elle est destinée à donner à ses utilisateurs un meilleur confort visuel. Ses écrans sont 93 % plus grands que ceux d'une DS Lite.
Un nouveau stylet, plus gros, en forme de stylo est fourni à l'achat.
La console pèse 314 grammes et environ 100 grammes de plus que la DSi et la DS Lite et 40 grammes de plus que la DS.
L'autonomie de la DSi XL est plus grande que celle des autres modèles:
| Autonomie de la DSi XL | Autonomie de la DSi | Niveau d'éclairage |
| ---------------------- | ------------------- | ------------------ |
| 13 à 17 h              | 9 à 14 h            | Éclairage minimum  |
| 11 à 14 h              | 8 à 12 h            | Éclairage faible   |
| 9 à 11 h               | 6 à 9 h             | Éclairage moyen    |
| 6 à 8 h                | 4 à 6 h             | Éclairage fort     |
| 4 à 5 h                | 3 à 4 h             | Éclairage maximum  |

Il est à noter que la batterie de la DSi XL est de 1 050 mAh et celle de la DSi de 840 mAh. Le chargeur pour la DSi XL reste toutefois le même.
Lors de l'achat de la DSI XL, des jeux et applications DSiWare sont fournis : 
DSiWare fournis en Europe : 
- Une pause avec... Entraînement cérébral du Dr Kawashima: Littéraire;
- Dictionnaire 6 en 1
- Flipnote Studio

DSiWare fournis en Amérique :
- Une pause avec... Entraînement cérébral du Dr Kawashima: Scientifique;
- Une pause avec... Entraînement cérébral du Dr Kawashima: Littéraire;
- Horloge photo
- Flipnote Studio

### Couleurs et éditions limitées
| Couleur         | Europe         | Australie         | Amériques         | Japon            |
| --------------- | -------------- | ----------------- | ----------------- | ---------------- |
| Bordeaux        | 5 mars 2010    | 15 avril 2010     | 28 mars 2010      | 21 novembre 2009 |
| Chocolat        | 5 mars 2010    | 15 avril 2010     | 28 mars 2010      | 21 novembre 2009 |
| Blanc           |                |                   |                   | 21 novembre 2009 |
| Bleu nuit       | 8 octobre 2010 | 23 septembre 2010 | 11 juillet 2010   | 19 juin 2010     |
| Vert foncé      | 8 octobre 2010 |                   | 11 juillet 2010   | 19 juin 2010     |
| Jaune           | 8 octobre 2010 | 23 septembre 2010 | 11 juillet 2010   | 19 juin 2010     |
| Rouge           |                | 23 septembre 2010 |                   |                  |
| Rose métallique |                |                   | 18 septembre 2011 |                  |

| Couleur                                                                              | Europe                                       | Amériques                              | Japon                      |
| ------------------------------------------------------------------------------------ | -------------------------------------------- | -------------------------------------- | -------------------------- |
| LovePlus+ (blanche et grise avec un dessin de Manaka en bleu; avec le jeu LovePlus+) |                                              |                                        | 24 juin 2010               |
| LovePlus+ (blanche et grise avec un dessin de Rinko en vert; avec le jeu LovePlus+)  |                                              |                                        | 24 juin 2010               |
| LovePlus+ (blanche et grise avec un dessin de Nene en rose; avec le jeu LovePlus+)   |                                              |                                        | 24 juin 2010               |
| Rouge - édition 25e anniversaire de Mario                                            | 22 octobre 2010 (avec New Super Mario Bros.) | 17 novembre 2010 ( Avec Mario Kart DS) | 28 octobre 2010 (sans jeu) |

### Prix
Elle est à sa sortie vendue au prix de 179 € en France. En Amérique du Nord, le prix à progressivement baissé jusqu'à atteindre les 129 dollars (100 €) en mai 2012.

### Problèmes
Il apparaîtrait que la DSi XL aurait quelques problèmes récurrents:
- Écran tactile décalé: un léger décalage qui empêche de toucher les extrémités de l'écran.
- Écran tactile jauni: d'après Nintendo, ce serait un problème de fabrication, il faut dans ce cas ramener la console en magasin.
- Connexion Wi-Fi qui fonctionne mal: problème récurrent qui devrait être résolu grâce à une mise à jour[Passage à actualiser].

### Sources
- Nerces, « Nintendo dévoile sa nouvelle portable : la DSi », sur clubic.com, 2 octobre 2008 (consulté le 2 octobre 2020)
- Nintendo sort sa petite machine à divertir, un article d'Arnaud Wajdzik dans Ouest-France